# Esch-sur-Alzette
Cet article concerne une ville du Luxembourg. Pour le canton du même nom, voir Canton d'Esch-sur-Alzette.
Pour les articles homonymes, voir Esch (homonymie).
Esch-sur-Alzette (en luxembourgeois : Esch-Uelzecht , en allemand : Esch an der Alzette) est une ville luxembourgeoise. Chef-lieu du canton du même nom, elle est, après Luxembourg-ville, la deuxième ville du pays par la population avec plus de 36 000 habitants.
La ville est la capitale des « Terres Rouges » (« Minett » en luxembourgeois), riches en minerai de fer, et reste un grand centre sidérurgique du pays. Cosmopolite — plus de 30 % de ses habitants sont des étrangers —, elle connaît aujourd’hui une importante activité commerciale.

## Géographie

### Situation
La ville est la capitale des « Terres Rouges », région qui doit son nom à la présence de minerai de fer en son sous-sol. Elle est traversée par l’Alzette, un affluent de la Sûre. Elle est délimitée au sud-ouest par la frontière française.

Panorama d'Esch-sur-Alzette.

### Communes limitrophes
Les communes limitrophes sont Mondercange, Schifflange, Kayl, Rumelange, Sanem, Audun-le-Tiche et Russange.
| Sanem              | Mondercange      | Schifflange |
| Russange (F)       | Esch-sur-Alzette | Kayl        |
| Audun-le-Tiche (F) |                  | Rumelange   |

### Voies de communication et transports
Du fait de sa position frontalière, la commune possède de nombreuses voies de communications, dont les autoroutes A4 (et son « prolongement », la voie rapide B40) et A13 et est traversée par deux routes nationales, les N4 et N31.
La ville est desservie par le Transport intercommunal de personnes dans le canton d'Esch-sur-Alzette (TICE), le réseau de bus intercommunal desservant les Terres Rouges, descendant du tramway d'Esch-sur-Alzette ou « Minettstram ». En outre, elle est un important nœud du Régime général des transports routiers (RGTR). Elle opère trois services « City-Bus » : un service régulier, le « Gaalgebus » qui permet d'accéder au Gaalgebierg depuis la gare d'Esch et deux services sur réservation, le « Flexibus Neiduerf » et le « Escher PlusBus ».
Esch-sur-Alzette est un important nœud ferroviaire lié aussi bien à sa situation géographique qu'à son passé sidérurgique, elle est reliée ainsi à la capitale, à l'ensemble des communes des Terres Rouges et à la France voisine. Elle possède deux gares ouvertes aux voyageurs : la gare d'Esch-sur-Alzette et la plus récente gare de Belval-Université construite au XXIe siècle en lien avec la reconversion du quartier Esch-Belval.

## Urbanisme
En 2001, un concours international d’urbanisme a été mis en place pour prendre les meilleurs choix sur le projet Belval, sur la friche de la moitié désaffectée du site sidérurgique d'Esch-Belval, avec deux hauts-fourneaux à intégrer. Après une analyse détaillée des projets concentrée sur les critères de rentabilité, de phasage et de viabilisation, un comité de concertation dirigé par le ministre de l’Intérieur a décidé, le 8 mars 2002, de poursuivre la planification sur la base du projet du bureau Jo Coenen & Co de Maastricht.
À travers ses différents quartiers, le projet permettra à terme d’accueillir plus de 5 000 habitants et plus de 20 000 occupants ou utilisateurs quotidiens. Le nouvel ensemble urbain porte sur une surface développée de près de 1,3 million de m² sur 69 hectares constructibles. Une proportion importante (30 % des surfaces) est réservée aux espaces verts et places publiques.
Les conditions de sa mise en œuvre lui confèrent un fort potentiel de développement grâce notamment :
- au respect des idées directrices formulées dès l’origine par les initiateurs du projet ;
- à une insertion harmonieuse dans le tissu urbain des communes d’Esch et de Sanem ;
- au soutien actif de l’État à travers un important programme de décentralisation de fonctions administratives et la mise en œuvre d’une politique d’enseignement secondaire et supérieur ambitieuse développée dans le contexte de la création de l’Université du Luxembourg et du lycée technique de Belval.

## Histoire
Esch-sur-Alzette est une ville au passé mouvementé. Elle devient « ville-libre » le 16 mai 1328. C'est une ancienne ville industrielle, bastion de la sidérurgie. À la suite de la crise de la sidérurgie dans le bassin lorrain, cette activité se replie aujourd’hui sur l'aciérie électrique et sur le laminoir d'Esch-Belval, l'usine des Terres Rouges à la frontière française ayant fermé en 1977 et celle d'Esch-Schifflange en 2012. Les anciens hauts-fourneaux sont démantelés, exportés en Chine ou transformés en musée.
De 1937 à 1954, la ville a disposé d'un aérodrome ; le site est occupée depuis par un quartier d'habitation dont une rue est baptisée rue de l'Aérodrome.
Le 10 mai 1940, premier jour de la bataille de France, les Français de la 3e division légère de cavalerie affrontent leurs premiers Allemands (de la 16. Armee) dès l'aube à Esch-sur-Alzette, qui ont été transportés par avions et planeurs jusque dans les environs, provoquant une « surprise (...) complète » chez les combattants français, si bien que ces derniers parlent également, à tort, de la présence d'une puissante cinquième colonne. De durs combats se déroulent tout au long de la journée avant que les Français ne repassent la frontière le lendemain.

## Politique et administration

### Structure administrative
La commune dispose du statut de ville depuis le 29 mai 1906 et est le chef-lieu du canton d'Esch-sur-Alzette.

#### Administration communale
Le conseil communal d'Esch-sur-Alzette est composé de dix-neuf membres, dont le collège des bourgmestre et échevins constitué de cinq membres : le bourgmestre Christian Weis et quatre échevins.

### Liste des bourgmestres
| Identité                                         | Période          | Période                                     | Durée                    | Étiquette |
| Identité                                         | Début            | Fin                                         | Durée                    | Étiquette |
| ------------------------------------------------ | ---------------- | ------------------------------------------- | ------------------------ | --------- |
| Johannes-Nepomuk Haas (d) (1774 - 1828)          | 1814             | 24 mai 1828 (mort en cours de mandat)       | 14 ans                   |           |
| Henri Motté (d) (1801 - 1865)                    | 1828             | 1830                                        | 2 ans                    |           |
| Jacques Schmit (d) (1779 - 1862)                 | 1830             | 1836                                        | 6 ans                    |           |
| François-Joseph Hoferlin (d) (1787 - 1857)       | 1836             | 1841                                        | 5 ans                    |           |
| Dominique Stoffel (d) (1792 - 1847)              | 1841             | 1843                                        | 2 ans                    |           |
| Jacques Schmit (d) (1779 - 1862)                 | 1843             | 1861                                        | 18 ans                   |           |
| Pierre Claude (d) (1817 - 1890)                  | 1861             | 1878                                        | 17 ans                   |           |
| Dominique-Joseph Hoferlin (d) (1831 - 1906)      | 1879             | 18 août 1906 (mort en cours de mandat)      | 27 ans                   |           |
| Léon Metz (en) (1842 - 1928)                     | 1906             | 1909                                        | 3 ans                    |           |
| Armand Spoo (d) (1866 - 1935)                    | 1909             | 1911                                        | 2 ans                    |           |
| Jean-Pierre Michels (d) (1877 - 1917)            | 1912             | 7 février 1917 (mort en cours de mandat)    | 5 ans                    |           |
| Nicolas Biwer (d) (1871 - 1944)                  | 1917             | 1919                                        | 2 ans                    |           |
| Jean-Pierre Pierrard (d) (1878 - 1953)           | 1919             | 1920                                        | 1 an                     | PD        |
| Victor Wilhelm (d) (1886 - 1967)                 | 1921             | 1934                                        | 13 ans                   |           |
| Par intérim : Jules Heisten (d) (1885 - 1967)    | janvier 1935     | juin 1935                                   | 5 mois                   | PD        |
| Hubert Clément (1889 - 1953)                     | juin 1935        | 1940                                        | 5 ans                    |           |
| Jules Heisten (d) (1885 - 1967)                  | 1940             | 1941                                        | 1 an                     | PD        |
| Otto Komp (d) (1891 - 1962)                      | 1941             | 1942                                        | 1 an                     |           |
| Par intérim : Theodor Feldhege (d) (1900 - 1961) | 1942             | 1943                                        | 1 an                     |           |
| Josef Kohns (d) (1900 - 1988)                    | 1943             | 1944                                        | 1 an                     |           |
| Hubert Clément (1889 - 1953)                     | 1944             | 1945                                        | 1 an                     | POSL      |
| Arthur Useldinger (en) (1904 - 1978)             | 1946             | 1949                                        | 3 ans                    | PCL       |
| Michel Rasquin (1899 - 1958)                     | 1949             | 2 juillet 1951 (entrée au gouvernement (d)  | 2 ans                    | POSL      |
| Antoine Krier (en) (1897 - 1983)                 | 1951             | 1965                                        | 14 ans                   | POSL      |
| Jules Schreiner (d) (1899 - 1985)                | 1965             | 1969                                        | 4 ans                    | POSL      |
| Arthur Useldinger (en) (1904 - 1978)             | 1970             | 15 mars 1978 (mort en cours de mandat)      | 8 ans                    | PCL       |
| Joseph Brebsom (en) (1913 - 2005)                | 1978             | 1990                                        | 12 ans                   | POSL      |
| François Schaack (d) (1927 - 2019)               | 1990             | 2000                                        | 10 ans                   | POSL      |
| Lydia Mutsch (née en 1961)                       | 2 juin 2000      | 3 décembre 2013 (entrée au gouvernement (d) | 13 ans, 6 mois et 1 jour | POSL      |
| Vera Spautz (née en 1963)                        | 2013             | 13 novembre 2017                            | 4 ans                    | CSV       |
| Georges Mischo (né en 1974)                      | 14 novembre 2017 | 17 novembre 2023                            | 6 ans et 3 jours         | CSV       |
| Christian Weis (d) (né en 1986)                  | 7 décembre 2023  | En cours                                    | 1 an, 8 mois et 3 jours  | CSV       |

### Tendances politiques et résultats
La ville d'Esch-sur-Alzette est rattachée pour les élections législatives à la circonscription Sud dont elle est le chef-lieu. Aux élections législatives luxembourgeoises de 2018, les deux partis arrivés en tête dans la circonscription Sud sont le parti populaire chrétien social (CSV) avec 26,91 % des voix suivi du parti ouvrier socialiste luxembourgeois (LSAP) avec 22,23 % des voix.

### Jumelages
La ville d'Esch-sur-Alzette est jumelée avec :
- Coimbra (Portugal) depuis 2004
- Cologne (Allemagne)
- Liège (Belgique)
- Lille (France)
- Mödling (Autriche)
- Offenbach am Main (Allemagne)
- Puteaux (France) depuis 1956
- Rotterdam (Pays-Bas)
- Turin (Italie)
- Velletri (Italie)
- Zemun (Serbie)

## Population et société

### Démographie
L'évolution du nombre d'habitants est connue à travers les recensements de la population effectués dans le pays depuis 1821. Les recensements décennaux de la population permettent de caler les chiffres sur la composition de la population par sexe, âge, nationalité et commune de résidence. Entre deux recensements, la population au 1er janvier de l’année {\displaystyle x} est évaluée en ajoutant à la population au 1er janvier de l’année {\displaystyle x-1} les soldes naturel (naissances {\displaystyle -} décès) et migratoire (arrivées {\displaystyle -} départs) de l'année. La même méthode est appliquée pour la répartition par âge au 1er janvier et les effectifs totaux par nationalité. Depuis le 1er septembre 2023, le Luxembourg dénombre 100 communes.
Au 1er janvier 2024, la commune comptait 37 455 habitants.
| 1821 | 1851  | 1871  | 1880  | 1890  | 1900   | 1910   | 1922   | 1930   |
| ---- | ----- | ----- | ----- | ----- | ------ | ------ | ------ | ------ |
| 810  | 1 489 | 3 946 | 5 082 | 6 855 | 10 971 | 16 461 | 20 437 | 29 429 |

| 1935   | 1947   | 1960   | 1970   | 1978   | 1979   | 1981   | 1983   | 1984   |
| ------ | ------ | ------ | ------ | ------ | ------ | ------ | ------ | ------ |
| 27 517 | 26 851 | 27 954 | 27 574 | 25 515 | 25 538 | 25 144 | 24 550 | 24 130 |

| 1985   | 1986   | 1987   | 1988   | 1989   | 1990   | 1991   | 1992   | 1993   |
| ------ | ------ | ------ | ------ | ------ | ------ | ------ | ------ | ------ |
| 23 980 | 23 870 | 23 720 | 23 540 | 23 846 | 23 936 | 24 018 | 24 036 | 23 964 |

| 1994   | 1995   | 1996   | 1997   | 1998   | 1999   | 2000   | 2001   | 2002   |
| ------ | ------ | ------ | ------ | ------ | ------ | ------ | ------ | ------ |
| 24 020 | 24 255 | 24 571 | 24 564 | 24 606 | 24 873 | 25 195 | 27 146 | 27 244 |

| 2003   | 2004   | 2005   | 2006   | 2007   | 2008   | 2009   | 2010   | 2011   |
| ------ | ------ | ------ | ------ | ------ | ------ | ------ | ------ | ------ |
| 27 630 | 28 066 | 28 274 | 28 646 | 29 063 | 29 515 | 29 853 | 30 147 | 30 125 |

| 2012   | 2013   | 2014   | 2015   | 2016   | 2017   | 2018   | 2019   | 2020   |
| ------ | ------ | ------ | ------ | ------ | ------ | ------ | ------ | ------ |
| 30 863 | 31 898 | 32 600 | 33 286 | 33 939 | 34 378 | 35 040 | 35 382 | 36 218 |

| 2021   | 2022   | 2023   | 2024   | - | - | - | - | - |
| ------ | ------ | ------ | ------ | - | - | - | - | - |
| 36 228 | 36 177 | 36 625 | 37 455 | - | - | - | - | - |

Le graphique qui aurait dû être présenté ici ne peut pas être affiché car il utilise l'ancienne extension Graph, désactivée pour des questions de sécurité. Des indications pour créer un nouveau graphique avec la nouvelle extension Chart sont disponibles ici.

### Sports
La ville est célèbre pour son club de football, la Jeunesse d'Esch, 28 fois champion du Luxembourg.
Elle est la ville natale du plus grand footballeur luxembourgeois de tous les temps, Louis Pilot, qui commença sa carrière dans l'autre club de la cité minière, le Club Sportif Fola Esch, qui est également réputé pour son équipe de football mais également pour son équipe de handball. En effet, le Club Sportif Fola Esch était un club omnisports, dont la section handball, le HB Eschois Fola, fut 21 fois champion du Luxembourg tandis que son rival le HC La Fraternelle Esch, quant à lui, fut deux fois champion du Luxembourg. En 2001, ces deux clubs fusionnent pour former le HB Esch, qui lui fut six fois champion du Luxembourg et est également le tenant du titre.
En 2013, le HB Esch est aujourd’hui le seul club du pays à avoir atteint une finale européenne, l'EHF Challenge Cup.
Esch-sur-Alzette a accueilli l'arrivée de la deuxième étape du Tour de France 2006.

## Économie
- Train à laminés marchands (TLM)
- ArcelorMittal
- Train à Fil
- Centrale électrique thermique (turbine à combustion et turbine à vapeur en cycle combiné à une seule ligne d'arbre) Electrabel. Le combustible est le gaz naturel.

La ville a donné son nom au premier Boeing 747-8 de la compagnie aérienne nationale Cargolux.

### Tourisme
La ville eschoise est connue pour ses parcs, notamment celui situé au Gaalgebierg : un ensemble unique de jardins fleuris, de jardins « à la française », de sentiers en forêt et petits chemins isolés. Le parc animalier au sommet du Gaalgebierg est très apprécié par les familles pour son entrée gratuite. Pendant la saison estivale, le parc accueille également tous les deux ans le festival des Terres Rouges. Durant la saison hivernale, la grande place de jeux se « transforme » en patinoire naturelle qui s'étend sur une surface de presque 2 000 m2.
La rue de l'Alzette, piétonnière sur une longueur de 800 mètres, est intéressante non seulement pour ses magasins mais aussi pour l’architecture de ses immeubles. L'église Saint-Joseph (1873) de style néo-gothique est située en plein centre de la métropole du fer. À côté de trois autres églises catholiques, Esch a aussi une synagogue, une église protestante réformée, une église néoapostolique, une mosquée et un temple des témoins de Jéhovah.
La mine Cockerill est la seule mine luxembourgeoise disposant d’un puits. L’extraction de la minette se faisait habituellement par des galeries situées dans la réserve naturelle Ellergronn.
Les anciens quartiers ouvriers autour de l'usine Terres Rouges au quartier Grenz/Hiehl ont un passé très animé, avec de nombreux cafés et logements locatifs surtout peuplés de travailleurs immigrés italiens[réf. nécessaire].
À côté de l'université et de la Rockhal, le nouveau quartier universitaire d'Esch-Belval dispose d'un grand centre commercial et de nombreux bars et restaurants.
Tous les ans, à partir du 16 novembre, la place de l'Hôtel-de-Ville abrite le marché de Noël Winter Wonderland de la ville ainsi qu'un défilé de saint Nicolas dans les rues d'Esch.
À Lankelz il existe un train miniature à passagers, le chemin de fer Lankelz, en partie situé sur la commune de Mondercange.

## Culture locale et patrimoine
La culture est bien ancrée à Esch-sur-Alzette avec le Théâtre municipal, le Conservatoire de musique, la Kulturfabrik et le Musée de la résistance. Un nouveau centre culturel à vocation musicale voit le jour en 2005 : la Rockhal. La ville compte quatre lycées sur son territoire : le lycée de garçons d'Esch-sur-Alzette, le lycée Hubert-Clément (anciennement lycée de jeunes filles), le lycée technique d'Esch-sur-Alzette et le Lycée technique de Lallange.
L’exposition 100 Escher se situe le long d’un sentier de promenade reliant les cinq pavillons à thèmes au parc du Centenaire de la ville. Cette exposition reprend les photos qui ont été réalisées par le photographe Raymond Reuter dans le cadre de la réalisation du calendrier du Centenaire. Il s’agit d'une étude sociologique faite durant l’année 2005 sur la population eschoise, représentant jeunes et moins jeunes, Luxembourgeois et immigrés, femmes et hommes…
Chaque année se déroule la fête de la Résistance à la Kulturfabrik, un ancien abattoir devenu centre culturel, organisée par les Amis du Monde diplomatique et Attac Luxembourg. Cet événement s’organise autour de débats, conférences, films et concerts.

### Édifices religieux
- Église Saint-Joseph, 21 rue de l'Église.
- Église Saint-Henri, place des Franciscains.
- Église du Sacré-Cœur, 77 rue Bernard-Zenon.
- Église Marie-Reine de Lallange, rue du Luxembourg.
- Église, rue d'Offenbach.
- Temple protestant, 11 rue de la Libération.
- Synagogue d'Esch-sur-Alzette, 52 rue du Canal, l'ancienne se situait place de la Synagogue.
- Salle du royaume, rue Burgronn.
- Évangélique la Source, 138 rue Victor-Hugo.
- Chapelle du cimetière de Lallange
- Chapelle de la Mission italienne

Édifices religieux
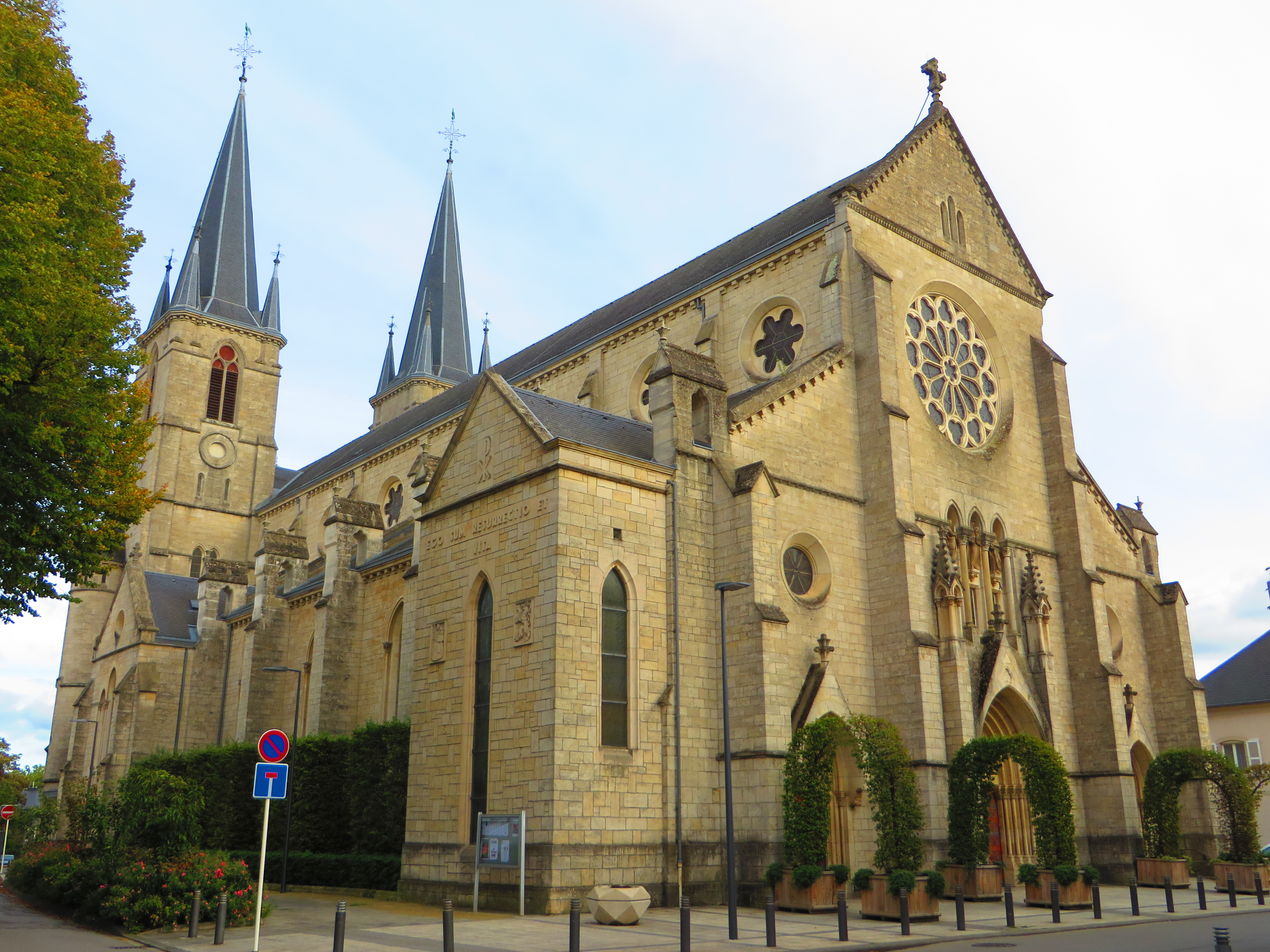
Église Saint-Joseph.
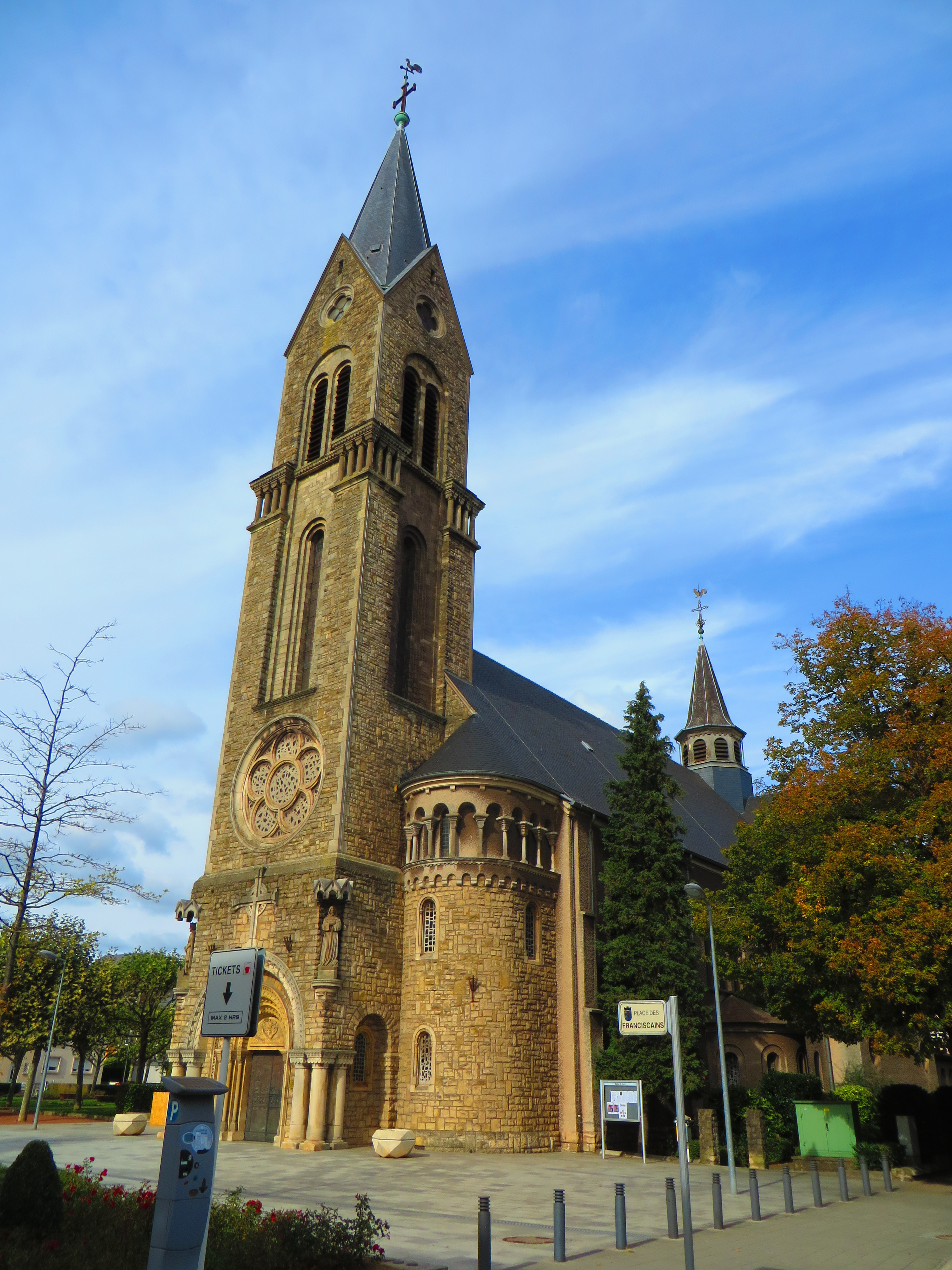
Église Saint-Henri.
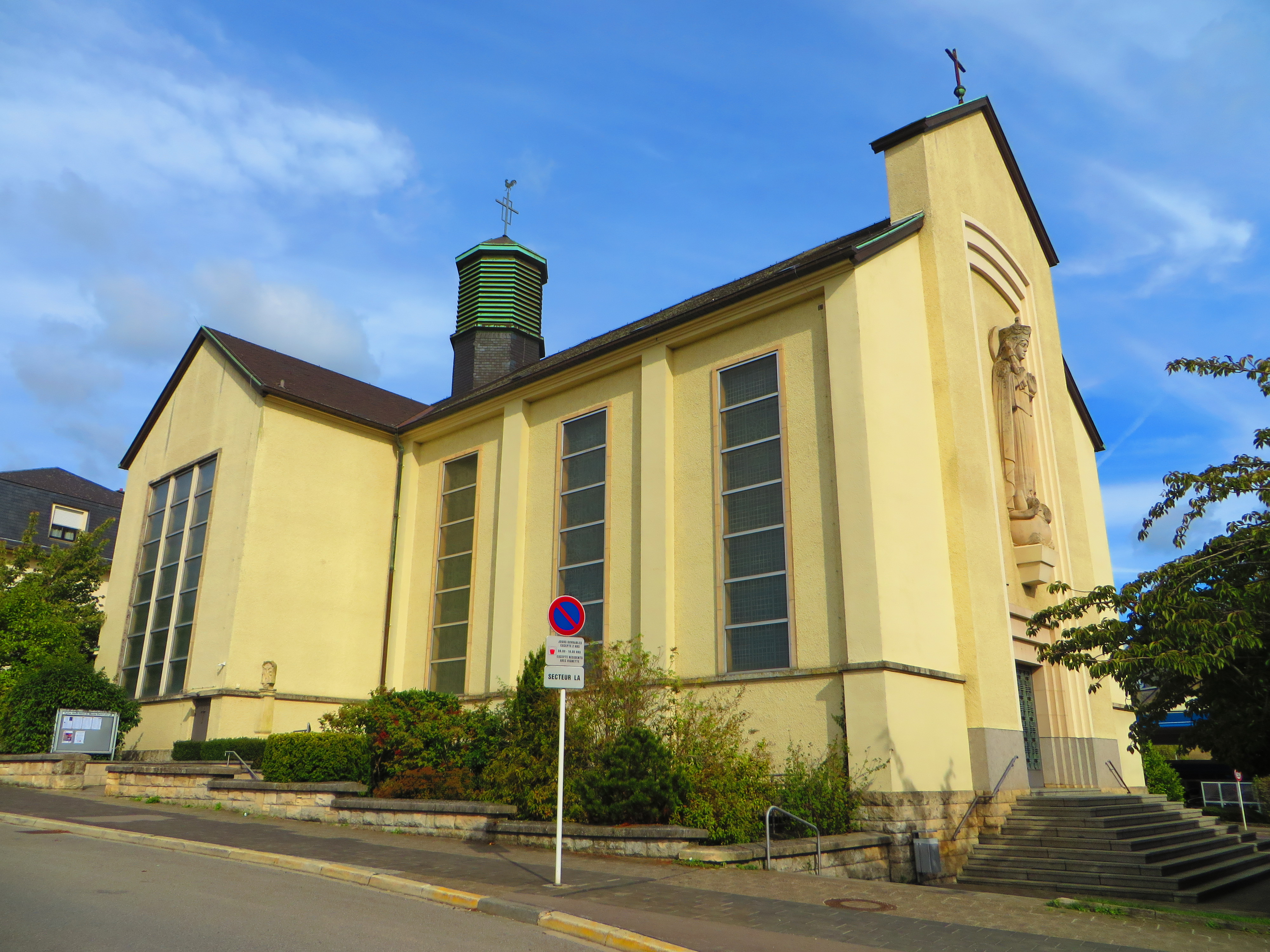
Église Marie-Reine de Lallange.
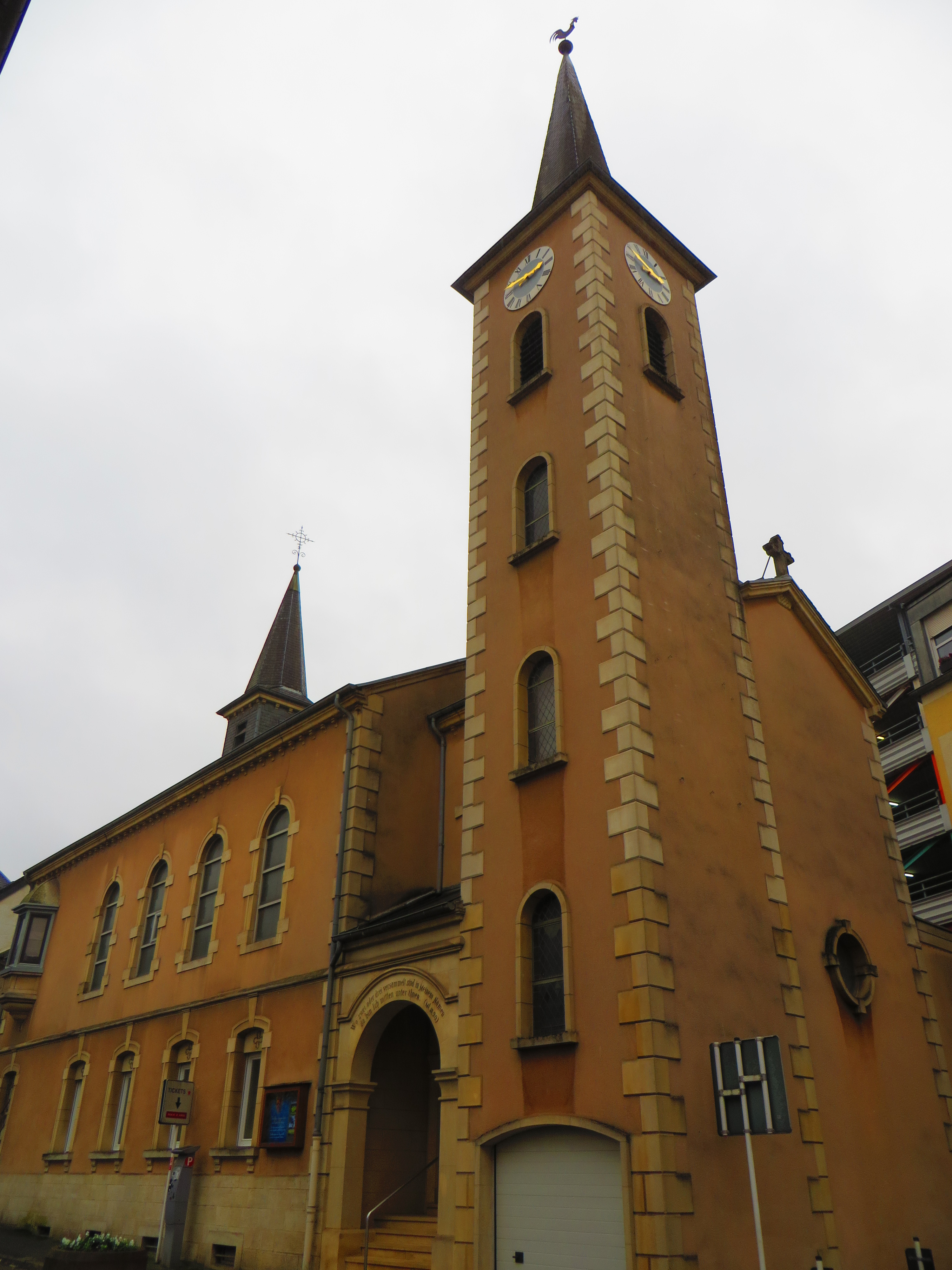
Temple protestant.
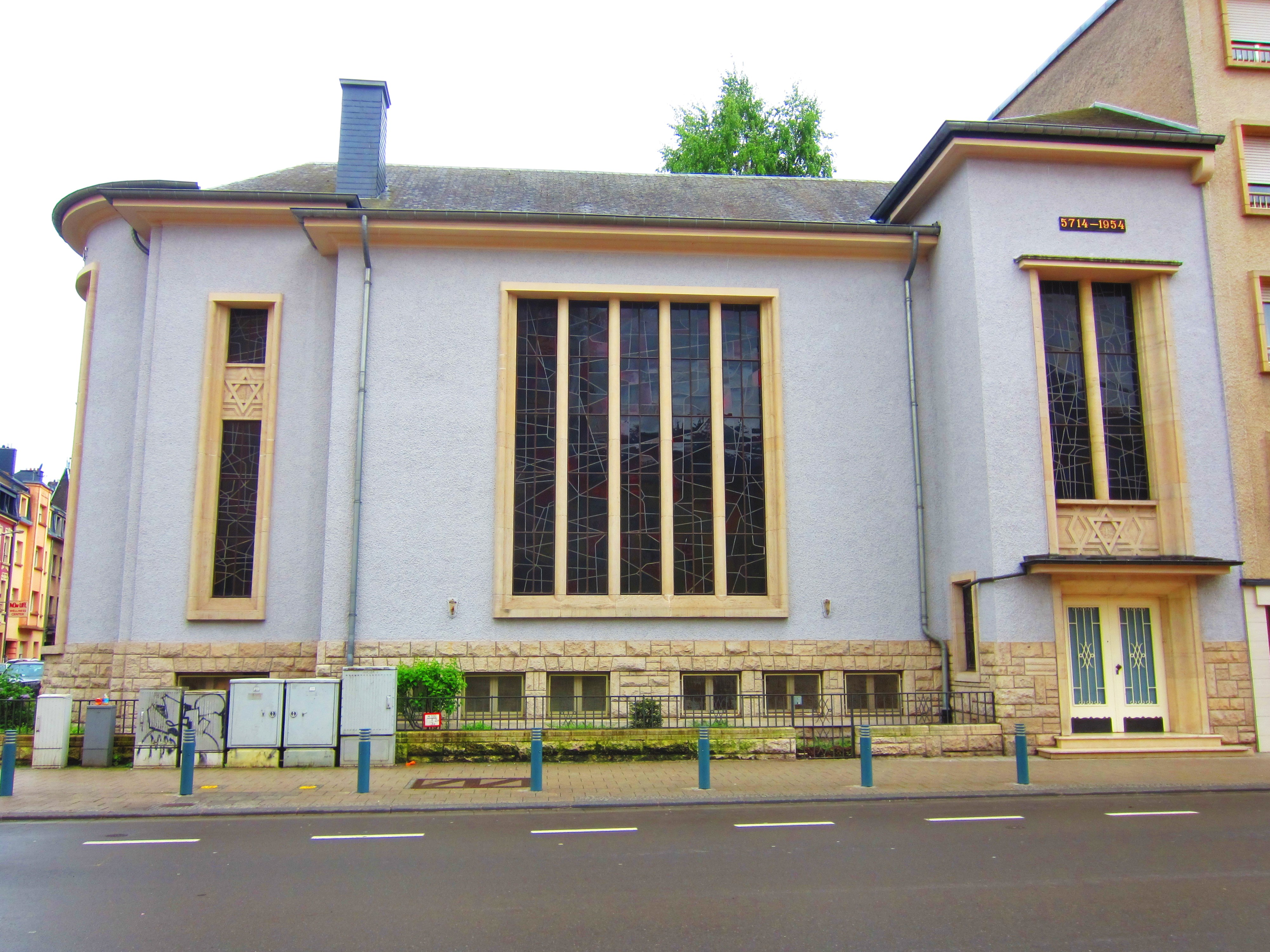
Synagogue.
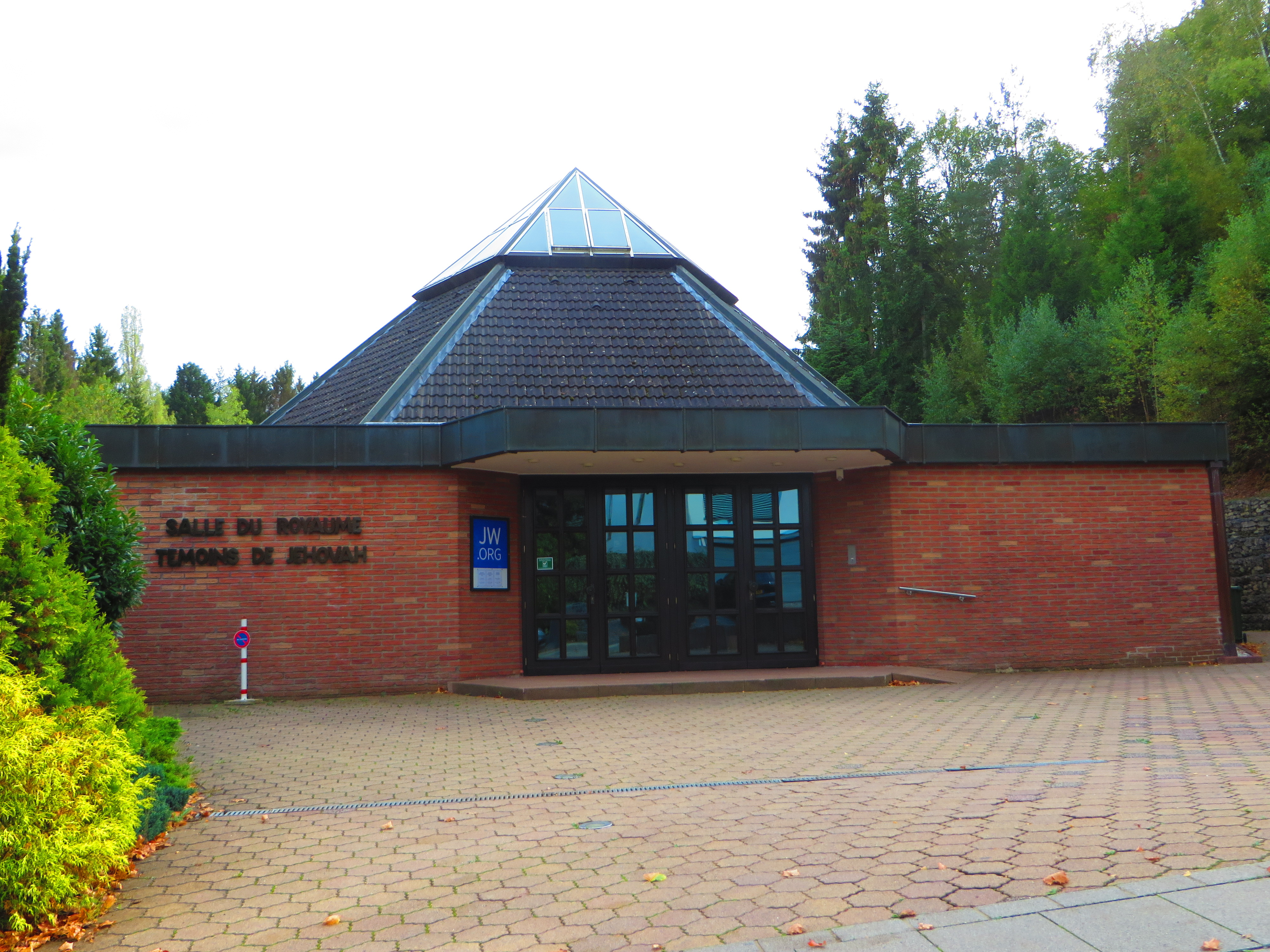
Salle du royaume.
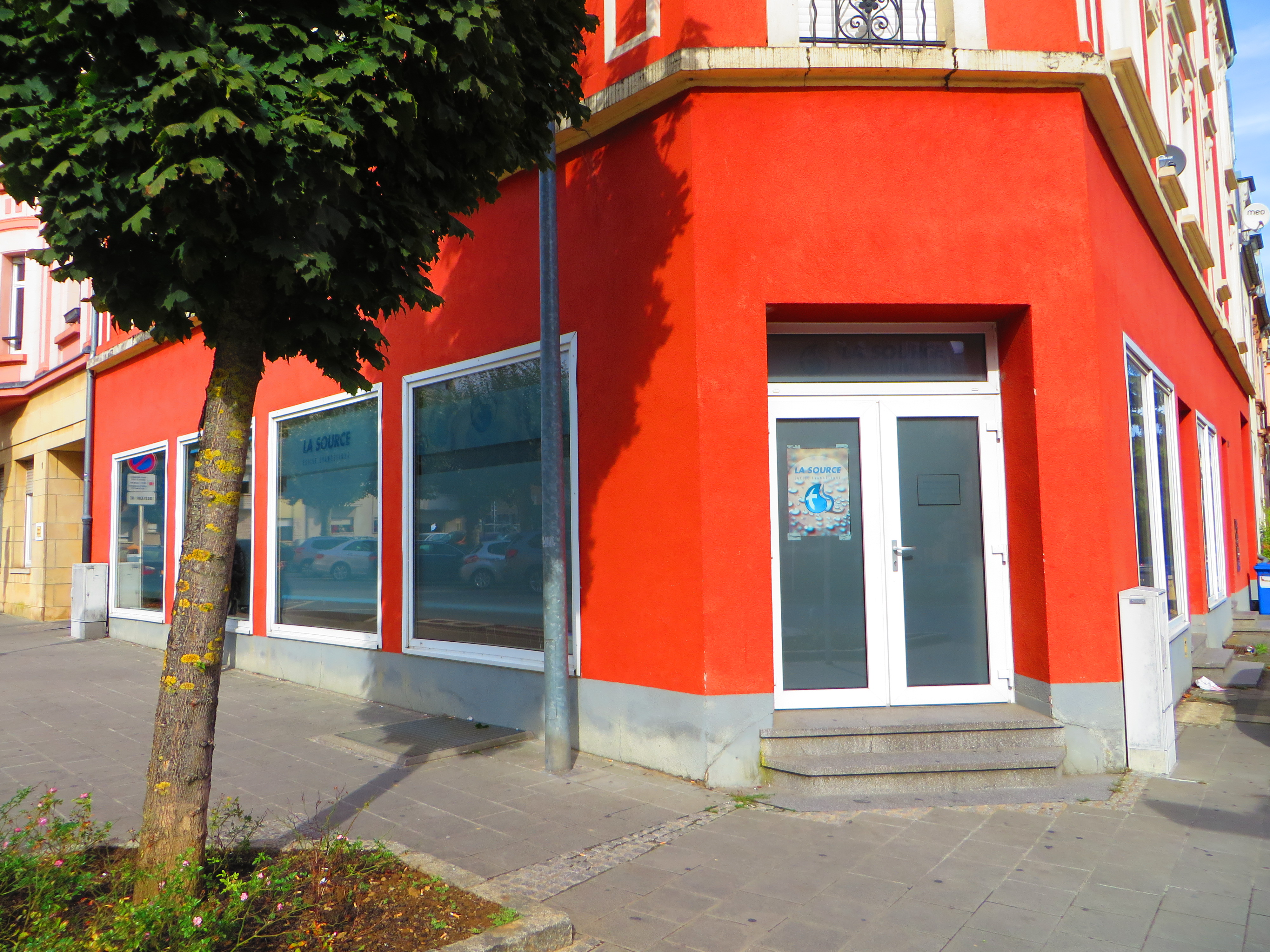
Évangélique la Source.
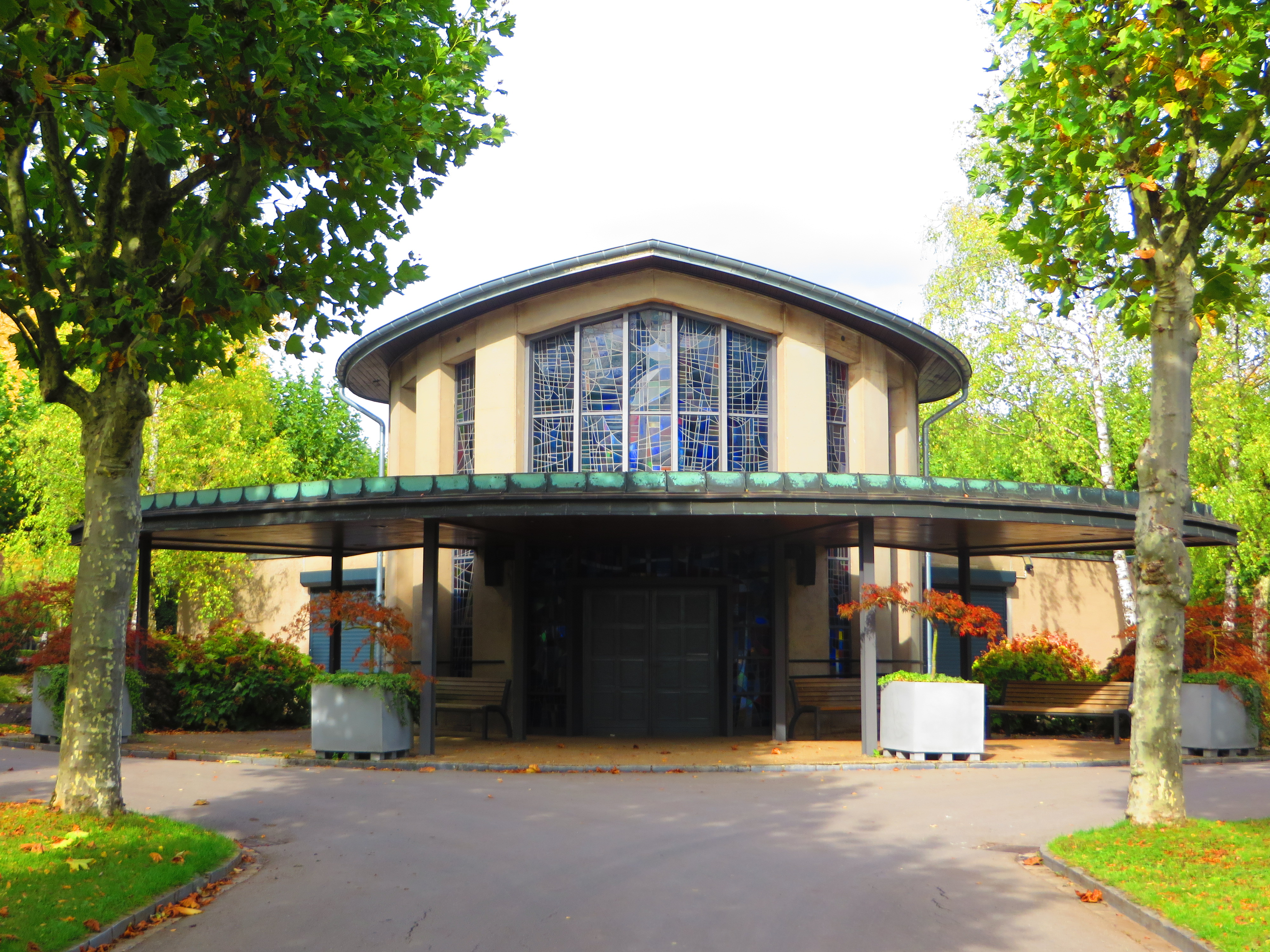
Chapelle du cimetière de Lallange.
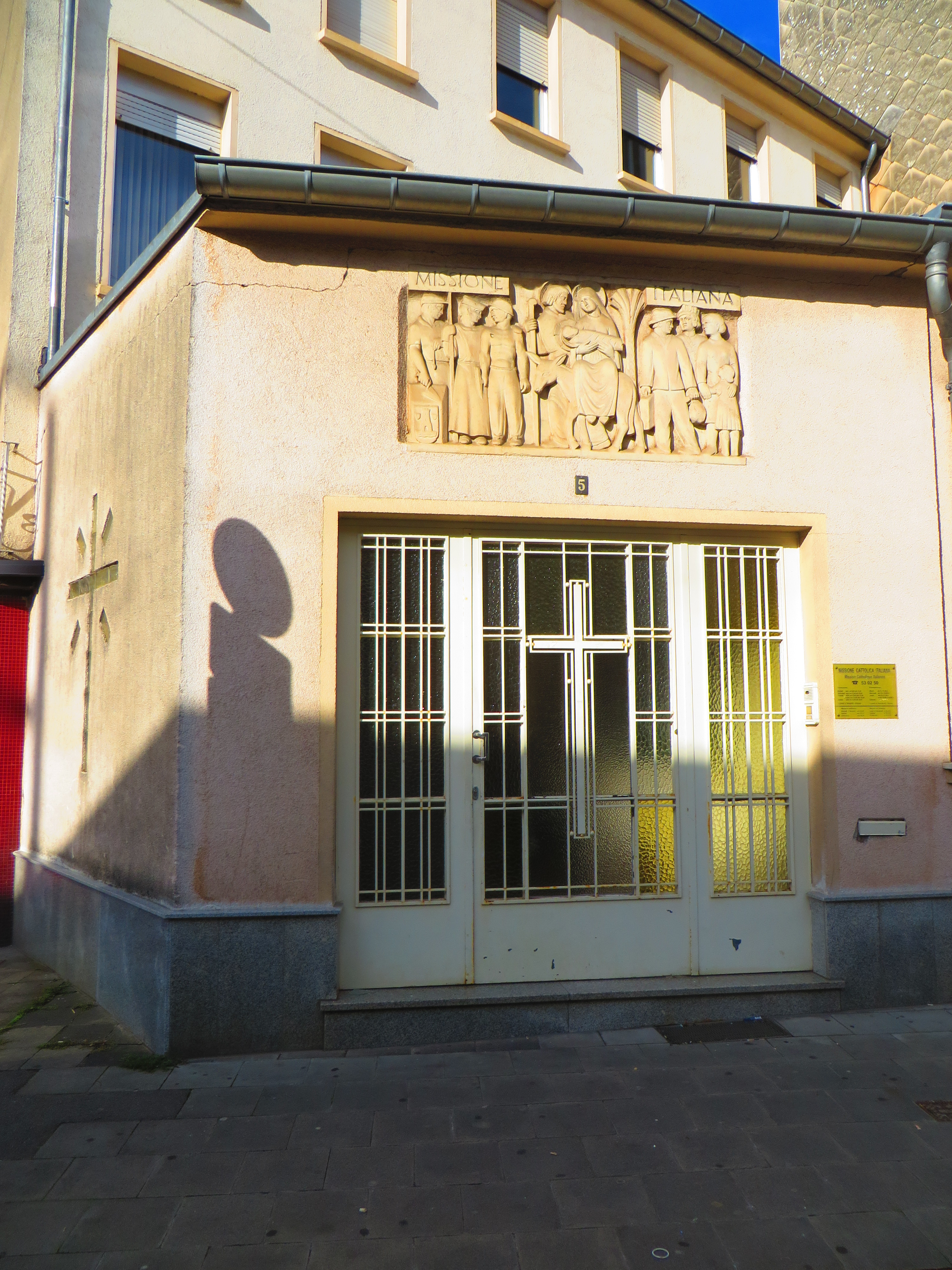
Chapelle mission italienne.

### Patrimoine culturel
Voici les films tournés à Esch-sur-Alzette :
- 2001 : Le Club des chômeurs d'Andy Bausch ;
- 2003 : Les Rivières pourpres 2 d'Olivier Dahan.

### Personnalités liées à la ville
- François Besch (né en 1963), artiste, journaliste et photographe ;
- Raoul Biltgen (né en 1974), écrivain et acteur ;
- Taina Bofferding (née en 1982), femme politique, ministre de l'Intérieur depuis le 5 décembre 2018 ;
- Jean Diederich (1922-2012), coureur cycliste professionnel ;
- Roland Junck (1955-), ingénieur, y est né ;
- Mandy Minella (née en 1985), joueuse de tennis professionnelle ;
- Nicolas Kinsch (lb) (1904-1973), prêtre déhonien et archevêque de Kisangani (République démocratique du Congo) ;
- Viviane Reding (née en 1951), femme politique et membre de la Commission européenne ;
- Bettina Scholl-Sabbatini (née en 1942), sculptrice.
- Yvonne Useldinger (1921-2009), femme politique et résistante.

### Héraldique, logotype et devise
| Blason de Esch-sur-Alzette | Blason  | D'argent à une tour de gueules ouverte et deux fois ajourée, à cinq créneaux, accostée de l'écusson des armes de l'ancien Duché de Luxembourg (burelé d'argent et d'azur de dix pièces, au lion de gueules rampant, la queue fourchue armé, lampassé et couronné d'or). Le pied de la tour est figuré par un terrain ondulé d'argent et d'azur. |
| Blason de Esch-sur-Alzette | Détails | Armoiries de la commune luxembourgeoise d’Esch-sur-Alzette. |